# 艾姆斯海姆
艾姆斯海姆是德国莱茵兰-普法尔茨州的一个市镇。总面积4.61平方公里，总人口552人，其中男性274人，女性278人（2011年12月31日），人口密度120人/平方公里。